# Nick Wilde
Ne doit pas être confondu avec Nicolas Wild.
Nicholas Piberius Wilde,, dit Nick Wilde, est un personnage de fiction qui est apparu pour la première fois dans le 55e Classique d'animation des studios Disney, Zootopie. Il est interprété en version originale (anglais) par Jason Bateman, doublé par Alexis Victor en français et par Alexandre Fortin en français canadien.

## Conception

### Concept et origines
Nick Wilde est le premier personnage à avoir été conçu pour Zootopie. Il a été fortement inspiré par le personnage principal du film Robin des Bois, lui aussi de Disney.
Le personnage apparaît lorsque, une fois le projet du film lancé, le réalisateur Byron Howard mélange les idées qu'il a soumises une première fois à John Lasseter et Ed Catmull. Il propose une histoire d'espionnage dans un monde à l'ambiance des années 1960 appelée Savage Seas en français : « Mers sauvages » où le protagoniste est un lapin « très James Bond par nature, nommé Jack Savage », qui travaille pour une organisation de type MI6 sous le commandement d'une souris inspirée de Judi Dench. Jack devait quitter la ville peuplée d'animaux pour une île des « Mers du Sud » et explorer des océans remplis de créatures « sauvages ». Cela avait conduit Byron Howard à imaginer toute une série de films autour du lapin espion.
Cependant, le Disney Story Trust appréciait davantage la partie se déroulant dans la ville, ce qui conduisit le réalisateur à abandonner la partie espionnage et l'ambiance des années 1960. Jack Savage passa de lapin à renard, et devint Jack Wilde après l'introduction du sérum rendant les prédateurs sauvages. Enfin, il devint Nick Wilde pour éviter de le confondre avec le protagoniste d'un autre film Disney en production (voir infra).
En 2013, après que Judy Hopps ait été ajoutée, Disney continue de décrire Nick Wilde comme le personnage principal dans le synopsis de Zootopie publié à la suite de la conférence de l'exposition D23, où le film a été présenté, :

« Dans la ville animale de Zootopie, un renard baratineur qui essaie de faire les choses en grand s'enfuit quand il est piégé pour un crime qu'il n'a pas commis. La policière no 1 de Zootopie, une lapine bien-pensante, est à ses trousses, mais quand tous les deux deviennent les cibles d'une conspiration, ils sont forcés de faire équipe et de découvrir que même des ennemis naturels peuvent devenir les meilleurs amis. »

### Choix du nom
Nick Wilde était dans les premières versions du film un lapin espion nommé « Jack Savage ». Lorsque l'équipe du film changea son espèce pour un renard, ils changèrent son nom en « Jack Wilde » en référence à wild (« sauvage » en anglais) et afin d'insister sur son statut de prédateur. Les réalisateurs s'aperçurent ensuite que Gigantic, un autre film Disney basé sur un conte populaire alors en production et aujourd'hui abandonné, comportait lui aussi un protagoniste prénommé Jack. Ils voulurent éviter d'avoir deux personnages partageant le même nom et renommèrent le leur Nick Wilde.
Le nom complet de Nick Wilde est Nicholas Piberius Wilde,. Son second prénom, Piberius,, en référence au personnage de la série Star Trek James Tiberius Kirk,.

### Doublage américain

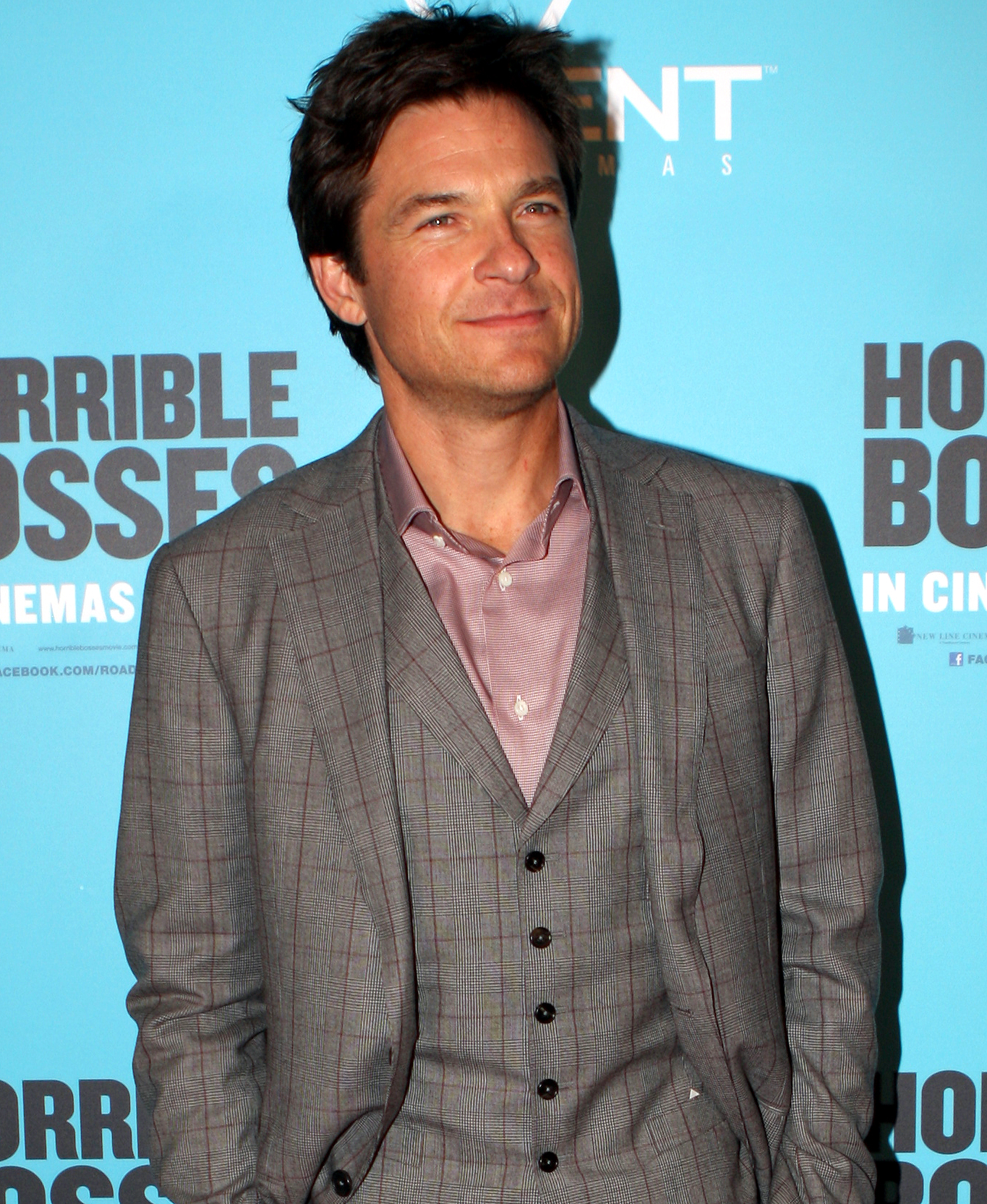
Jason Batemann a été choisi pour la voix originale de Nick Wilde.

Le 3 mai 2013, le Hollywood Reporter a révélé que Jason Bateman a rejoint un projet de film d'animation réalisé par Byron Howard. À part qu'il s'agit d'une comédie animalière, le journal indique à l'époque que ce projet n'a pas encore de titre ou de date de sortie.
Le 6 mai 2015, Ginnifer Goodwin et Jason Bateman ont annoncé avoir été choisis pour les rôles respectifs du lieutenant Judy Hopps et de Nick Wilde. Les réalisateurs ont choisi Bateman parce qu'ils voulaient un acteur qui peut apporter un « côté drôle mais sincère » avec « une sorte de voix rusée et pince-sans-rire ». L'interprète souligne la similitude du rôle avec beaucoup d'autres qu'il avait joué depuis ses 12 ans. Il explique avoir demandé aux réalisateurs : « "Quelle sorte de voix voulez-vous que je fasse ?" Et ils m'ont regardé comme si j'étais idiot et ont dit : "Fais juste ce que tu fais. Il suffit de parler" ».
Kath Soucie est la voix originale de Nick Wilde enfant.

### Doublage français
Le doublage de Nick Wilde en français est assuré par l'acteur Alexis Victor. Au Canada, c'est Alexandre Fortin qui double le personnage.

### Apparence et caractérisation
Nick Wilde est le tout premier personnage à avoir été conçu pour Zootopie. Son apparence et sa personnalité ont beaucoup évolué depuis sa création jusqu'à la sortie du film.
Nick Wilde est un renard roux petit escroc. Son interprète Jason Bateman le décrit comme « un intrigant astucieux et sarcastique »,.

## Apparitions

### Films
- Zootopie (2016)
- Ralph 2.0 (2018)
- Zootopie 2 (sortie prévue fin 2025)

### Séries audiovisuelles
- Zootopie+ (Disney+, 2022)

### Autres apparitions

#### Jeux vidéos
- Disney Infinity 3.0 (2016)
- Zootopie Scènes de Crimes (2016)
- Disney Heroes: Battle Mode (2018)

## Interprètes
| Langue              | Voix jeune          | Voix adulte         | Sources |
| ------------------- | ------------------- | ------------------- | ------- |
| Anglais (originale) | Kath Soucie         | Jason Bateman       | ,       |
| Allemand            | Carlos Fanselow     | Florian Halm        | [ 23 ]  |
| Danois              |                     | Jens Jacob Tychsen  |         |
| Espagnol castillan  | Álvaro De Juana     | David Robles        | [ 24 ]  |
| Espagnol d'Amérique |                     | René García         | [ 25 ]  |
| Finnois             | Waltteri Helisalo   | Ilkka Villi         | [ 26 ]  |
| Français            |                     | Alexis Victor       | [ 27 ]  |
| Français québécois  |                     | Alexandre Fortin    | [ 28 ]  |
| Hongrois            |                     | Soma Zámbori        |         |
| Italien             |                     | Alessandro Quarta   |         |
| Japonais            |                     | Toshiyuki Morikawa  | [ 29 ]  |
| Polonais            |                     | Paweł Domagała      |         |
| Portugais           | Francisco Magalhães | Francisco Magalhães |         |
| Portugais brésilien | Pedro Henrique      | Rodrigo Lombardi    |         |

## Distinctions
Pour un article plus général, voir Liste des distinctions reçues par Zootopie.
| Prix                                          | Date de la cérémonie | Catégorie                                                                           | Récipiendaire(s) et nommé(s)      | Résultat   | Ref.   |
| --------------------------------------------- | -------------------- | ----------------------------------------------------------------------------------- | --------------------------------- | ---------- | ------ |
| Annie Awards                                  | 4 février 2017       | Accomplissement remarquable, Interprétation vocale dans un long-métrage d'animation | Jason Bateman                     | Lauréat    | [ 30 ] |
| Kids' Choice Awards                           | 11 mars 2017         | Ennamis préférés                                                                    | Jason Bateman et Ginnifer Goodwin | Lauréat    | [ 31 ] |
| People's Choice Awards                        | 18 janvier 2017      | Voix préférée dans un film d'animation                                              | Jason Bateman                     | Nomination | [ 32 ] |
| Washington D.C. Area Film Critics Association | 5 décembre 2016      | Meilleure performance vocale                                                        | Ginnifer Goodwin                  | Nomination | [ 33 ] |